# Un giorno a Madera
Un giorno a Madera è un film del 1924 diretto da Mario Gargiulo.